# 兰村
兰村（法語：Lain，法語發音：[lɛ̃] ⓘ）是法国勃艮第-弗朗什-孔泰大区约讷省的一个市镇，属于欧塞尔区。

## 地理
兰村（47°37'5"N, 3°20'41"E）面积10.18 平方千米，位于法国勃艮第-弗朗什-孔泰大區约讷省，该省份为法国中北部内陆省份，西接卢瓦雷省，西北接塞纳-马恩省，南至涅夫勒省，东临科多尔省，东北与奥布省接壤。
与兰村接壤的市镇（或旧市镇、城区）包括：莱维、丰特努瓦、皮赛地区圣、瑟芒特龙、皮赛地区苏热尔、蒂里。
兰村的时区为UTC+01:00、UTC+02:00（夏令时）。

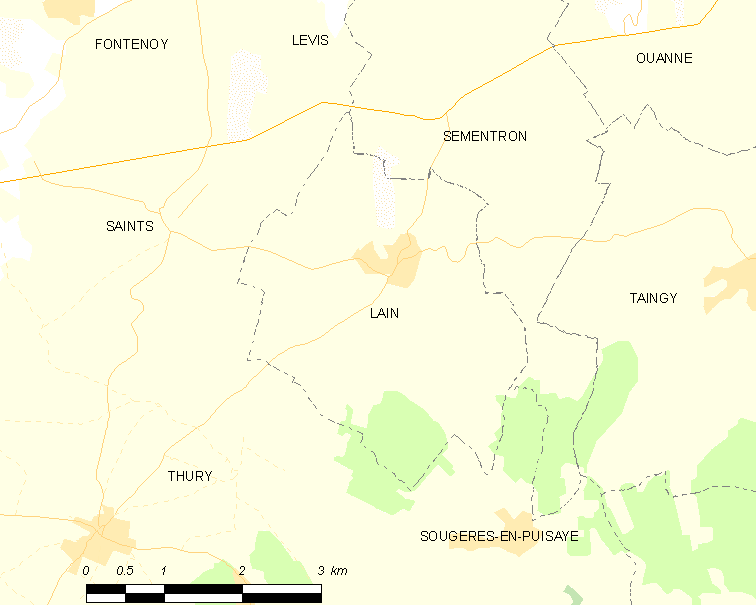
兰村的OSM定位图

## 行政
兰村的邮政编码为89560，INSEE市镇编码为89215。

## 政治
兰村所属的省级选区为万塞勒县。

## 人口

1962-2008年间兰村人口变化图示

兰村于2022年1月1日时的人口数量为178人。